# Juan José Rodríguez (argentyński piłkarz)
Juan José Rodríguez (ur. 11 stycznia 1937, zm. 2 czerwca 1993) – piłkarz argentyński noszący przydomek Yaya, lewy ofensywny pomocnik, napastnik.
Urodzony w mieście Galarza (prowincja Entre Ríos) Rodríguez karierę rozpoczął w 1956 roku w klubie Boca Juniors, w którym zadebiutował 9 września w wygranym 2:1 meczu z River Plate. W 1958 roku razem z Boca Juniors zdobył wicemistrzostwo Argentyny.
Jako piłkarz klubu Boca Juniors wziął udział w turnieju Copa América 1959, gdzie Argentyna zdobyła mistrzostwo Ameryki Południowej. Rodríguez zagrał w czterech meczach – z Chile (7 marca – debiut; w 75 minucie zmienił Pedro Callę), Paragwajem (w 52 minucie wszedł za Callę), Urugwajem (tylko w drugiej połowie – w przerwie zmienił Callę) i Brazylią (w 60 minucie zmienił Callę).
Następnie wziął udział w ekwadorskim turnieju Copa América 1959, gdzie Argentyna została wicemistrzem Ameryki Południowej. Rodríguez zagrał w dwóch meczach – z Ekwadorem (w 63 minucie wszedł za José Sanfilippo) i Urugwajem (w 65 minucie zmienił José Sanfilippo).
W 1960 roku Rodríguez zakończył grę w Boca Juniors – w klubie tym rozegrał 98 meczów i zdobył 40 bramek. Z Boca przeniósł się do Urugwaju, gdzie do 1963 roku występował w barwach klubu Club Nacional de Football. Razem z Nacionalem dwa razy z rzędu został wicemistrzem Urugwaju –- w 1961 i 1962 roku. Po powrocie do Argentyny na krótko zawitał w klubie CA Huracán, po czym w 1964 roku ponownie był graczem Boca Juniors, z którym zdobył swoje pierwsze mistrzostwo Argentyny. Udział Rodrígueza w sukcesie klubu nie był zbyt wielki, gdyż rozegrał jedynie 5 meczów - ostatni 11 października, przegrany 0:1 z CA Banfield.
W 1965 roku przeszedł do klubu Racing Club de Avellaneda, z którym w 1966 roku zdobył drugie w swej karierze mistrzostwo Argentyny. W następnym roku razem z Racingiem zwyciężył w turnieju Copa Libertadores 1967. W 1967 roku zdobył także wicemistrzostwo Argentyny w turnieju Nacional oraz największy sukces - klubowy Puchar Świata.
Rodríguez w 1968 roku rozegrał w klubie CA Argentino de Quilmes 11 meczów i zdobył 4 bramki, po czym zakończył karierę piłkarską w klubie CA Estudiantes. W lidze argentyńskiej rozegrał łącznie 220 meczów i zdobył 82 bramki.
W reprezentacji Argentyny rozegrał 6 meczów i nie zdobył żadnej bramki.